# Eugen Hemberg
Eugen Peter Alexander Hemberg, född 9 november 1845 i Ystad, död 14 mars 1946 i Växjö, var en svensk jägmästare och författare.

## Utbildning och karriär
Hemberg utexaminerades från Skogsinstitutet i maj 1869 och utsågs samma år till extra överjägare i Norrbottens län. Året därpå  blev han extra jägmästare i Arjeplogs revir och tillförordnad jägmästare där 1871. År 1872 blev han tillförordnad jägmästare i Kalix revir samt fick tjänst vid Skogsstyrelsen 1874. År 1881 blev han extra jägmästare i Hunnebergs revir. Han var skogsförvaltare vid  Silfverschiöldska egendomarna i Västergötland och Halland 1880–1888. Åren 1889–1895 ledde Hemberg flygsandsplanteringarna på Sandhammaren i Kristianstads län. Därutöver gjorde han resor för utforska skog och viltvård i bland annat Ryssland, Finland, Polen, Nordtyskland och Krkonosebergen. Åren 1898–1899 vistades Hemberg i Ryssland och ägnade sig åt skogsmannaverksamhet. Han utnämndes 1899 till Statens skogsingenjör och var 1904–1920 länsjägmästare i Kronobergs län. 
Bland Hembergs skrifter märks Jakt- och turistskildringar från tsarernas land (1896–97), Jaktbara däggdjurs gångarter och spår (1897–1915), Från Kola och Ural (1908), Stenåldershorden (1923) samt Varjagerna (1924).
Som natur- och jaktälskare blev Hemberg invald i Konungens Jaktklubb under Oscar I:s tid. Han var riddare av Vasaorden och av Nordstjärneorden.

## Familj
Hemberg var son till godsägarne Fritz Eliza Hemberg (1812–1891) på Smedstorps slott och Clara Wilhelmina Åkerblom (1826–1920) samt sonson till köpmannen och riksdagsmannen Jöns Peter Hemberg. Den 13 oktober 1880 gifte sig Hemberg med Anges Mathilda Lundgren (1856-1902), som var dotter till konsul John Robert Lundgren och Jenny Wüsthoff. De fick sönerna Robert, Jarl, Arnulf och Ernst. Han dog 1946 i Växjö, fyra månader efter sin 100-årsdag.